# Étymologie des noms de famille français
L’étymologie des patronymes français recense l'origine des principaux noms de famille français.

## Statistiques
L'Insee recense près d'1,3 million de noms de famille différents en France, une personne sur deux portant un nom de famille très rare (moins de 50 porteurs vivants au moment du recensement) et huit personnes sur dix un nom rare (moins de 500 porteurs vivants au moment du recensement). Environ 300 000 personnes en France seraient les uniques et derniers porteurs de leur patronyme, alors qu'un nombre équivalent de Français se partagent le nom de famille le plus fréquent : Martin. Ces patronymes ont une grande variété de sens et d'origines,,,,.
Voici la répartition des étymologies par origine linguistique (ce qui ne signifie nullement que le porteur soit de cette origine : tous les porteurs du nom Bernard ne sont pas d'origine germanique mais seulement la signification de leur nom) : 3 % sont d'origine gauloise, 30 % d'origine latine, 2 % d'origine grecque, 3 % d'origine hébraïque, 21 % d'origine germanique, et 34 % sont issus de l'ancien français.
Le graphique qui aurait dû être présenté ici ne peut pas être affiché car il utilise l'ancienne extension Graph, désactivée pour des questions de sécurité. Des indications pour créer un nouveau graphique avec la nouvelle extension Chart sont disponibles ici.

## Patronymes
- Haut – A
- B
- C
- D
- E
- F
- G
- H
- I
- J
- K
- L
- M
- N
- O
- P
- Q
- R
- S
- T
- U
- V
- W
- X
- Y
- Z

### A
| Abadie        | de l'occitan abadiá désignant une abbaye (monastère dirigé par un abbé) ou la résidence d'un abbé, avec francisation de la finale -á > -e, lui-même du latin eccléciastique abbātiā, attesté depuis 651 au sens de « charge, dignité d'abbé ». C'est un dérivé de l'occitan abbat « abbé », emprunt au latin chrétien abbātem (accusatif d’abbás, d'où la forme ábes) qui procède lui-même à l'araméen par l'intermédiaire du grec ecclésiastique αϐϐα ̃ « père » |
| Adam          | nom de baptême issu de l'hébreu signifiant « homme » ; d'une racine ayant aussi donné les mots adamah « terre » et adom « rouge ». |
| Ader          | nom gascon issu du germanique adal «noble» et wara «protecteur»,. |
| Agnel         | de l'occitan agnel « agneau » (semblable à l'ancien français agnel) issu du bas latin agnellus dérivé du latin agnus «petit d'une brebis». Surnom d'un homme de caractère doux ou peut-être « frisé comme un mouton », mais le nom peut aussi avoir été employé par métonymie pour désigner un pâtre. Il semble avoir été utilisé au Moyen Âge comme nom de baptême, sans doute avec une valeur mystique. Variantes régionales et d'oïl: Agnau(x), Agnaud, Agnel, Agnelot, Agnet, Agniau, Agniel, Aignau, Aignel, Aignelot, Delagneau, Lagnaud, Lagnaux, Lagneau(x), Lagneaud, Lagnel, Lagniau(x), Laigneau, Laignel, Laignelet, Laignelot, Laigniau, Laigniel, Laniel |
| Allègre       | nom de baptême et surnom occitans issus du latin alacre, désignant une personne gaie, enjouée, vive. Variante : Alègre ; diminutifs : Allégraud, Allégret |
| Alric         | patronyme méridional correspondant à la forme Aury du domaine d'oïl, d'origine germanique adal «noble» et ric «riche» |
| André         | de l'anthroponyme grec andreas, « homme viril », nom d'un des douze apôtres, nom de baptême devenu un prénom usuel, et aussi nom de famille. Variantes graphiques : Andrey, Andrez. Variantes, dérivés et diminutifs : Andreaux, Andrei / Andreani (corse et italien), Andreck (Alsace). Formes occitanes : Andreu, Andrieu (+ Normandie, Picardie), Andriet, Andrieux (+ Normandie, Picardie), Andris, Andrisse, Andrissen, Andry ; parfois Landrieu, avec agglutination de l'article. Par aphérèse, on a le nom, assez fréquent, de Drieu. |
| Angot         | ancien prénom normand d'origine scandinave, basé sur l'élément ás (nom de dieu), franquisé en Ans-, et gautr « goth, originaire du Götaland »,. Variantes: Ango, Angaut |
| Anquetil      | ancien prénom normand théophore d'origine scandinave Ásketill, composé des éléments ás (nom de dieu), franquisé en Ans-, et ketíll «chaudron»,. Variantes: Anctil, Anquetille, Anquety, Amptil |
| Aragon        | patronyme méridional du nom de la région d'Espagne, avec comme origine le nom d'une rivière locale et probablement issu d'une racine signifiant «eau» ou basque signifiant « maison dans une vallée ». |
| Artois        | une personne liée à l'Artois c'est-à-dire au pays des Atrébates, du gaulois trebo «habitation» «village». |
| Azens, Assens | Noms occitans, Azens en Bigorre et Assens en Languedoc, variante : Arzens. Pourrait provenir du latin ascensio. |
| Aubry         | patronyme septentrional du germanique alb «elfe» et ric «puissant» ou alb «blanc» et ric «puissant». Variantes : Aubriot, Aubrion. |
| Audiard       | centré jadis sur la Haute-Loire, du germanique ald «vieux» et gard «maison» «enclos». |
| Austin        | patronyme du nord, forme courte d'oïl du nom Agustin, variante populaire d'Augustin, avec la même racine que le verbe latin augere «grandir» «augmenter». |
| Autin         | patronyme septentrional forme rajeunie du précédent |
| Avril         | né au mois d'avril. |

### B
| Balzac     | forme occitane d’un nom de lieu gallo-romain en -acum, formé à partir de Ballitius, nom de personne latin. |
| Bardot     | centre de la France, de Bardo, nom de personne germanique issu de bard qui signifiait «hache» ou «géant»; ou bien d'un mot signifiant «terrain argileux». |
| Barjac     | forme occitane d’un nom de lieu gaulois en -acon : « domaine de Bargios », nom d'homme gaulois. |
| Bas        | référence à un homme petit. Variantes : Basset, Bassot, Lebas |
| Baudelaire | Champagne / Lorraine, peut-être d'une variante non attestée de badelaire ou bazelaire « glaive ou coutelas courbe », |
| Bayard     | quelqu'un ayant les cheveux et la barbe couleur bai, du latin badius «brun rouge». |
| Bayle      | patronyme occitan apparenté au mot d'oïl bailli et de même sens,, nom commun issu du latin bajulus «tuteur», se rapportant à des fonctions fort diverses : intendant d'une propriété, maître-valet ou régisseur, juge royal, huissier, ou même simplement «chef-berger». Variantes : Baile, Baylet, Beyle, Beylet, Beylot.                                |
| Bazin      | du germanique baso «combat». |
| Berliet    | variation de berle «cresson» (latin berula) ou d'un mot signifiant «colline». |
| Berlioz    | voir Berliet |
| Bernard    | de l'anthroponyme germanique bern-hard, de bern-, forme contractée du germanique berin «ours», et de hard, forme contractée du germanique «dur, fort, aguerri». Variantes : Bénard (Normandie, Centre, Picardie), Besnard (Normandie, Bretagne, pays de Loire).                                                                                           |
| Berry      | de la province du Berry, évolution du nom des Bituriges, du gaulois bitu «monde» «vie» (breton bed) et rix / rigo «roi». |
| Beyle      | variante de Bayle (cf. ci-dessus) |
| Biraben    | issu de la forme gasconne de viraben « le vent tourne » qui se trouve essentiellement dans des noms de localité d'origine béarnaise. Variantes : Birabent, Birebent, Bireban |
| Bisseuil   | Poitou, nom de lieu d'origine, du latin buxus «buis» et du gaulois ialon «clairière». |
| Blanc      | du francique blank «blanc» ou «brillant». Surnom lié sans doute plus à la couleur des cheveux qu'à celle de la peau. Variantes et diminutifs : Blancard, Blanch, Blanchais, Blanchard, Blanchereau, Blancherie, Blanchery, Blanchet, Blanchier, Blanchon, Blanchot, Blanchou, Blanchoz, Blanck, Blanco, Blancon, Blan(c)quart, Blanquet, Blenck, Leblanc. |
| Blériot    | Picardie, d'une variante du nom blaireau ou issu de l'ancien français bler (un cheval avec une tache sur le museau), les deux venant du gaulois blaros «gris». |
| Bloch      | Alsace, Moselle, nom yiddish du germanique walkh ou walh «celte» puis «étranger», dérivé du nom du peuple celte des Volques (dont le nom signifiait probablement «faucons»). En Bretagne, graphie francisée du mot bloc'h «imberbe», existe aussi comme patronyme breton Bloc'h / Blouc'h .                                                               |
| Bollard    | Alpes, Centre, du germanique boll «ami, frère» et hard «dur, fort». Variantes : Bollé, Bollet, Bollier, Bolard, Boul(l)ard |
| Bonnet     | diminutif de bon, avec le suffixe -et (nom de baptême, dont la popularité est liée à saint Bonnet ou hypocoristique de bon, désignant un brave enfant, par opposition à Malet) ou nom d'une profession (marchand ou fabricant de bonnets). Variantes : Bonaud, Bonet, Bonnel, Bonnette, Bonney, Bonnez.                                                   |
| Bordas     | Augmentatif de Laborde. Variante : Borderie. |
| Bordeau    | forme du centre-ouest correspondant au patronyme du nord-ouest, arpitan et occitan Bordel. Dérivé de borde « ferme, métairie ». Variantes : Bourdet, Bourdeau, Bourdelle, Labourdette. |
| Boul       | du mot boule, allusion à une personne rondouillarde. Variantes : Boul(l)e, Boul(l)et, Bol(l)ot ; dans le Midi Reboul, Riboulard. |
| Bour       | Principalement présent en Moselle, Bour est une variante de Bauer (paysan). |
| Bourbon    | nom théophore issu du dieu gaulois Borvo (associé aux sources), dont le nom remonterait à berw «chaud, ardent, bouillant» et von «fontaine». |
| Bouton     | Albert Dauzat le fait provenir à tort du nom germanique Bodo, « messager ». Il peut s'agir d'un sobriquet faisant référence à une verrue de la peau, ou peut-être, par ellipse, à un marchand ou fabricant de boutons. |
| Bouygues   | patronyme occitan (Auvergne, sud-ouest) d'un mot prélatin bodica «terre en jachère». |
| Boyau      | du latin botellus qui a d'abord signifié «petite saucisse», puis «boyau», faisant peut-être référence à des personnes ventripotentes. Variantes : Boyelle, Boyeau, Boyeaud et l'aboutissement phonétique normal en ancien français : Boiel, Boiau. |
| Boyer      | variante du mot bouvier « gardien de bœufs ». Variante Bouyer, diminutif Boyreau. |
| Bruman     | Normandie, du nom commun normand bruman « nouveau marié, fiancé, gendre »,, issu du vieux norrois brúðmaðr (accusatif brúðmann) « nouveau marié ». Variantes : Brumant, Brument, Lebrument. |
| Brenac     | nom de lieu gaulois en -acon : « domaine de Brennos » (nom de personne gaulois). |
| Breuil     | du gaulois brogilo désignant un petit bois. |
| de Broglie | de broglio, forme italienne de breuil (voir ce nom): la famille piémontaise di Broglia s'est installée en France au XVIIe siècle. |
| Bruyère    | du nom de la plante, issu du gaulois bruco. |
| Buffon     | nom de famille dont le second élément est font «source» «fontaine». |

### C
| Cambronne                                                                       | nom de deux communes de l'Oise. |
| Campan                                                                          | Du nom de lieu occitan Campan. D'autres suffixes donnent Campile, Camphin, Champoux. |
| Cardin / Chardin                                                                | aphérèse de Richard. Variantes : Cardet, Cardot, Chardot. |
| Cartier                                                                         | nom cousin du mot charretier, ou bien dérivé d'une mesure agraire. |
| Casse / Castan / Chasse / Chêne                                                 | du gaulois cassanos «chêne», peut-être emprunté à une langue pré-celtique. * Variantes des pays d'oc,: Cassagnade, Cassagnard, Cassagnau, Cassagnaud, Cassagne(s), Cassagnet, Cassagnol, Cassaignard, Cassaigne, Cassal, Cassan, Cassareuil, Cassat, Casse(s), Cassé, Cassen, Cassiau, Cassier, Cassignol, Cassin, Cassoulet, Cassou, Cassu, Cassy, Delcasse, Ducasse, Ducassou, Ducassy, Lacassagne, Lacassain, Lacasse, Lacassin, Lacassy * Variantes du centre : Chassagnac, Chassagnard, Chassagnaud, Chassagne, Chassagnol, Chassagnon, Chassagnou, Chassagny, Chassaigne, Chassaignon, Chassain, Chassaing, Chassan, Chassang, Chassard, Chassat, Chasseigne, Chassignol, Chassin, Chasson, Chassoulier, Chesse, Chessé, Chessoux, Duchassaing, Duchassin, Lachassagne * Variantes des pays d'oïl : Chagnaud, Chagne, Chagneau, Chagneaud, Chagnet, Chagneux, Chagnias, Chagniat, Chagniot, Chagnon, Chagnot, Chagny, Chaignaud, Chaignault, Chaigne, Chaigneau, Chaigneaud, Chaigneault, Chaignet, Chaignion, Chaignon, Chainay, Chasnay, Chêgne, Chenaie, Chenain, Chenais, Chêne, Chené, Cheneau, Chenet, Chenier, Chenoix, Chenot, Chesnaie, Chesnais, Chesnay, Chesne, Chesneau, Chesnel, Chesney, Chesnier, Chesnot, Chesnoy, Deschenes, Duchaigne, Duchaine, Duchanois, Duchêne, Duchenne, Duchenois, Duchesnay, Duchesne(s), Duchesneau, Deschenes, Lachenay, Lechêne, Lechenne, Lechesne * Variantes normanno-picardes dans le Nord de la France où le nom de l'arbre est quesne : Quénard, Quenardel, Quenaut, Quene, Quéneau, Quenel, Quenet, Quenette, Quéniart, Quenne, Quennesson, Quenneville, Quenolle, Quenon, Quenot, Quesnay, Quesne, Quesneau, Quesnée, Quesnel, Quesney, Quesnot, Quesnoy, Duquêne, Duquenel, Duquenet, Duquenne, Duquénoy, Duquesne, Duquesnes, Duquesnel, Duquesnois, Duquesnoy, Desquennes, Desquesnes, Lequenne, Lequesne |
| Castaing / Castanet / Chastaing / Chastagnet / Chastenay / Chastenet / Chatenet | du latin castanetum « châtaigneraie », toponyme qui a donné Castanet. Chastenay est un nom de lieu dans l'Yonne, et un hameau du même nom à Baune (Maine-et-Loire). On trouve plus fréquemment, avec le même sens, le nom Chastenet, porté notamment dans le Limousin et le Périgord. |
| Celton                                                                          | nom breton apparenté au nom des Celtes. |
| Chabal                                                                          | une forme occitane du mot cheval, du gaulois caballos «cheval de trait»,, ou d'un mot cabal signifiant «riche» ou «capital» «cheptel». |
| Chancel                                                                         | du latin cancellus «grille». |
| Chapatte                                                                        | de l'occitan chap «tête» puis «manteau à capuche». |
| Charreire                                                                       | nom désignant une rue ou une voie carrossable, du gaulois carros «chariot». |
| Chêne                                                                           | voir Casse. |
| Chevalier                                                                       | Le chevalier peut, exceptionnellement, avoir transmis son titre à un nom de famille mais il s'agit le plus souvent d'un sobriquet moqueur, ou encore désigner celui qui était au service d'un chevalier. Variantes : Chevalard, Chevallier, avec suffixation Chevalerin, Chevalleret, Chevaleret ; Chevalot, Le chevalier. Diminutifs : Chevallereau, Chevaleraud, Chevalereau, Chevalleraud. |
| Chirac                                                                          | provient d'un nom de lieu gallo-romain, Cariacum (« domaine de Carius », de Carius, nom d'homme gaulois, et du suffixe -acum). |
| Choiseul                                                                        | de Causius, nom d'homme gallo-romain, et du gaulois ialo «clairière». |
| Claisse                                                                         | francisation du flamand Claas c'est-à-dire du nom Nicolas, i — du grec nike « victoire » et laos « peuple » —. |
| Clément                                                                         | nom de baptême issu du latin Clemens «bon, pacifique». Diminutifs : Clémençat, Clemenceau, Clémencel (matronyme Clémencelle), Clémencet, Clémencin, Clémençon, Clémençot, Clémentel, Clémensot, Clementelli, Clémentin, Clémot, Climens |
| Cochet, Cochin                                                                  | variante de Lecoq. |
| Coffe                                                                           | variante de Goff , du breton gov «forgeron». |
| Colbert                                                                         | du germanique cold «froid» (ou kol «frais») et berht «brillant» «illustre». |
| Colomb                                                                          | du latin columbus « pigeon », surnom désignant un amateur ou éleveur de pigeons, référence à Sainte Colombe ou sobriquet métaphorique évoquant l'innocence, la douceur. Variantes : Colom, Colon, Collomb, Colomb, Coulomb, Coulon, Colombat, Colombel, etc. |
| Conard                                                                          | du germanique kuono «brave» et hard «dur». |
| Corseul                                                                         | de la ville de Corseul (capitale du peuple armoricain des Coriosolites), du gaulois corio «armée». |
| Cotillard                                                                       | du mot cotte «tunique» ou coutil «toile». |
| Couderc                                                                         | nom signifiant un pâturage. |
| Cosquer                                                                         | du breton koz «vieux» et ker «hameau» «village». |
| Cros / Creux                                                                    | du mot gaulois ou préroman crosus. Variantes: Creusaton, Creuset, Creusot, Creux, Creuzard, Creuzeau, Creuzet, Crognier, Cronier, Cros, Croses, Crosne, Crosnier, Crosnié, Crou, Crouset, Crozatier, Croze(s), Crozel, Crozemarie, Crozemary, Crosmarie, Crosmary, Crozet, Cruet, Ducreu, Ducreux, Ducros, Ducrost, Ducrot, Ducrou, Ducrout, Ducroux, Ducroz, Ducruet, Lecrosnier |
| Curie                                                                           | peut-être du mot corvée, ou d'une cour de justice. |

### D
| Dabadie          | dérivé du terme abadie, forme méridionale du mot abbaye. Il désignait un habitant voisin d'une abbaye ou celui qui travaillait pour une abbaye. Variantes : Badie, Dabady, Dabbadie, Labadie, Labady |
| Danton           | évolution du nom Antoine, ou bien de Durant / Duranton. |
| Dairat           | nom limousin d'une localité disparue |
| Daniel           | nom de baptême théophore popularisé par le prophète biblique Daniel (de l'hébreu daniyy'el, « Dieu est juge »). Variantes : Daignot, Danel, Danet (hypocoristique), Danguel, Daniels, Danis ; diminutifs Daniau, Danielou, Dan(n)eau(x), Dano, Deniau. |
| Darrieux         | patronyme d’origine gasconne ou béarnaise dérivé du mot arriou ou arrièu, issu lui-même du latin rivus, « ruisseau ». Darrieux signifie « du ruisseau ». Variantes : Darieux, Darigoulat, Darigrain, Dario, Dariu, Darius, Darricarrere, Darrieu, Darricau, Darrigol, Darrigoulat, Darrigran, Darriu, D'arrieux |
| Dauchez          | de la commune d'Auchel ou bien d'Aucey-la-Plaine. |
| Daudé / Daudet   | forme abrégée de Dieudonné (« donné à Dieu »), traduction française du prénom méridional Déodat. |
| Daumesnil        | voir Mesnil |
| Davant           | forme gasconne du mot devant et signifiant «est» par opposition à darrer «ouest». |
| David            | nom de baptême popularisé par le prophète biblique David (hébreu דוד « bien-aimé »). Variantes : Daoud, Daoudi, Daviet, Davin, Davion, Davioud, Daviot, Davis, Davy. |
| Davoust / Davout | né au mois d'août. |
| Daynac           | de Aynac, commune du Quercy. |
| Dayrat           | nom limousin d'une localité disparue |
| Dechavanne       | du mot chavanne «cabane», abri de berger en pierres sèches, bas-latin capanna (mot probablement préroman). |
| Deleuze          | du mot euze / yeuze «chêne vert», ou d'un mot leuze issu du latin lutosa «boueux». |
| Delon            | du germanique adal / adel «noble», ou bien de olm «orme». Delon, parfois orthographié Deslon au Moyen Âge, est également un hypocoristique du prénom ancien Del. |
| Delteil          | une forme du mot tilleul, du latin populaire tilius / tiliolus. |
| Demange          | provient de Dominicus, dérivé de dominus (le seigneur), une variante lorraine du prénom Dominique devenue patronyme |
| Demenge          | provient de Dominicus, dérivé de dominus (le seigneur), une variante lorraine du prénom Dominique devenue patronyme |
| Deniau           | variante de Daniel, de l'hébreu daniyy'el «Dieu juge». |
| Denouel          | du breton dumnuual / donoal «valeureux» ou bien du nom Noël. |
| De Ras           | (!1686), nom de forme flamande du patronyme français : Derasse |
| Deras            | (!1622), de même étymologie que Derasse, avec de nombreuses variantes : Déras (!1739), Dérats (!1833), Desras (!1707), Derats (!1778), Desrats (!1756), Derat (!1712), Derast (!1743), Desrat (!1703), Dras (:1673), Derras (!1760), Derra (!1777), Dera (!1679), Daras (!1721), Dayras (!1765), Draps (!1707), Dratz (!1655), Dras (!1628), Drap (!1602), Deratz (!1581). |
| Derasse          | surnom flamand désignant celui qui est rapide (néerlandais ras). |
| Dérat            | variation probable de Dairat. |
| Deschanel        | nom de la même famille que canal (conduite d'eau). |
| Desmier          | Viendrait du latin decimarius (celui qui collecte la dîme) ou aurait désigné des individus originaires d'un lieu nommé May, Mée ou Esmay. |
| Dewoitine        | du picard wastine (lieu inculte). |
| Dubac            | surnom du passeur à bac. Variante : Dubacq. |
| Dubois           | topo-patronyme désignant une personne qui habite près du bois, ou encore dans le bois, ou tout simplement au lieu-dit le Bois. Variantes : Dubos, Dubosc, Dubost, Dubot. |
| Ducasse          | de casse forme occitane du mot «chêne» (voir ce nom). |
| Duflot           | du picard flo «mare». |
| Duguet           | nom de métier ou de dignité (sergent ou homme du guet), ou habitant un lieu-dit le Guet. Variantes : Duguez, Duguey, Dugueyt. |
| Dugué            | topo-patronyme désignant une personne qui habite près d'un gué. Variantes : Duguay, Duguépéroux (du « gué pierreux »), Duguer ; formes méridionales plus rares, Duga, Dugua. |
| Dugommier        | fils de Gommier, du germanique gum «homme» et hari «armée». |
| Dupire           | d'un lieu-dit le Pir(e), c'est-à-dire «chemin empierré». |
| Dupleix          | de plais ou plessis haie de branches, du latin plectere «entrelacer». |
| Dupont           | topo-patronyme désignant le plus souvent une personne originaire du lieu-dit Le Pont, le propriétaire d'une maison près d'un pont ou sur un pont ; parfois du gardien d'un pont, qui percevait les péages. Variantes : Dupon, Dupond. Ce patronyme était si banal anciennement que nombre de ses porteurs ont jugé bon de le compléter et de le distinguer de la masse par un genre de faux anoblissement : ainsi Dupont de l'Étang, DuPont de Nemours, Dupont de l'Eure, Dupont des Loges ou plus récemment Dupont-Aignan. |
| Duquesne         | patronyme normanno-picard et wallo-picard, littéralement « du chêne », mais les noms en Quen- peuvent également provenir de quenet, « petit chien » ou de quêne, « chienne » dans le domaine normand-picard. |
| Durand           | nom sans doute d'origine germanique, confondu avec le verbe latin durare (=durer) d'où le sens d'« endurant ». Variantes : Duran, Durant, Durandy, Durande, ; diminutifs Duranceau, Durandeau, Duranteau, Durandet, Durandel, Duranton. |
| Durel            | diminutif de l'adjectif « dur », sobriquet possible pour un homme au caractère dur. Variantes : Durat, Dureau, Durelle, Duret, Durette, Duretz. |
| Duriez           | d'un mot signifiant ruisseau, ou du vieux français ries (terre en friche). |
| Duvauchelle      | du picard signifiant petite vallée. |
| Duvivier         | désigne le propriétaire, ou le plus souvent l'homme chargé de l'entretien des viviers, à carpes ou à tanches, car ces bassins étaient l'apanage de propriétés riches, généralement une abbaye ou une seigneurie. Variante : Duviviers. |

### E
| Écuyer | du latin scutum «bouclier», d'une racine indo-européenne (s)keu- «couvrir» «cacher». |
| Égault | du germanique eigan «posséder» et waldan «gouverner».                                |
| Éluard | du germanique eli «autre» et wardan «garder».                                        |

### F
| Fabre         | forme occitane correspondant à l'ancien français fèvre «forgeron» (du latin faber cf. orfèvre). Nombreuses variantes régionales : Fabergé, Fabert, Fabrini, Faivre, Favard, Favereau ; Lefebvre / Lefèvre / Lefébure en langue d'oïl |
| Faure / Favre | forme en langue d'oc du mot «forgeron» (latin faber). Nombreuses variantes : Faurie, Favrot, Forot, Forie ; Faivre et Favre un peu plus rares, en domaine franco-provençal. Noms très fréquents en France, comme Smid, Smith, Schmidt, de même signification, qui sont les plus répandus respectivement en Flandre, Angleterre et Allemagne. |
| Ferrand       | comme Ferra et Ferrant, issu de Fernand et Ferdinand, noms germaniques composés des thèmes frith «protection, sécurité» et nanth «audace, témérité». Variantes : Ferrandes, Ferrando, Ferrandi, Ferrandin, Ferrando(n), Ferrandou, Ferrandoux, Ferraz |
| Ferry         | ancienne forme populaire de Frédéric, du germanique frid «paix» et ric «puissant». |
| Février       | né au mois de février. |
| Foch          | forme gasconne du nom de la ville de Foix. |
| Fogel         | Dérivé du matronyme yiddish Veigelchen ou Veigelein, « violette ». Variantes : Feig, Fege, Fegel, Feigel, Feigin, Figel, Feuge, Feugel, Figler, Figlin, Fogiel, Vogel, Vogeli, Vogels. |
| Fontaine      | topo-patronyme désignant une personne qui habite ou possède une parcelle près d'une fontaine, d'une source. Variantes, dérivés et diminutifs : Fontenas, Fonteneau, Fondeville, Fondevila, Fondevilla, Fondevielle, Fondeviolle (qui habite près de la fontaine de la ville). |
| Fournier      | dérivé de l'ancien français forn « four », issu du latin furnus. A longtemps désigné celui qui tient le four à pain, le boulanger. Dérivés et diminutifs : Fornier, Fournerat, Fourneret, Fournerot, Fournet (celui qui habite le lieu où se trouve un four), Fourneyron, Fournery, Fournié(s), Forneron, Le Fournier. |
| François      | nom de baptême issu de l'adaptation latine de franciscus «homme libre». La vogue de ce nom, tardive, est due à la popularité de saint François d'Assise. Variantes : Franchois, Françoy, Frans, Frantz. Diminutifs : Françoiseau, Francot, Francotte, Fransolet. Formes italiennes : Francesco, Franceschi. Matronyme : Françoise. Dérivés : Lefranc, Lefrancq, Lefrancs, Lefrand, Lefrang, Lefrans, Lefrant. Le correspondant méridional de François est le prénom Francis, et par réfection moderne, Francisque, prénom rare. |
| Frêche        | forme occitane du mot frêne. |
| Frontenac     | du nom de lieu gallo-roman Frontenac (Gironde, Lot, Haute-Loire) |

### G
| Gaillac     | de Gallius (nom d'homme latin) ayant donné le nom de la ville de Gaillac et d'autres lieux. |
| Gallien     | d'un nom de baptême dérivé du latin Gallia (la Gaule). |
| Garaud      | du germanique gari «lance» et waldan «gouverner». |
| Garnier     | Nom de personne d'origine germanique, de Warinhari (warin «protection» et hari «armée»). Variantes : Garner, Guernier, et, par métathèse Granier et Grenier (qui peuvent cependant être aussi le grenier), Garnaud, Grenaud et Guernaud. Avec l'initiale V ou W, dans le domaine picard et dans l'Est, les mêmes patronymes sont de forme Warin, Varain, Varin, Warnier, Wargnier, Varnier ou Vernier (qui peut dans certains cas être « l'homme des vergnes »), Varnerin, Varnerot, matronyme Varnière. Diminutifs : Garnereau, Garneret, Garnerin, Garneron, Garnerot, sans doute Garnery, Garnesson, Garniaux, Garniel.                                  |
| de Gaulle   | du germanique wall «mur», emprunt ancien au latin vallum «rempart» (du mot vallus «pieu»). |
| Gaumont     | du germanique gaut «goth» et mund «protection». |
| Gauthier    | nom issu du germanique Waldhari composé de wald «qui gouverne» et hari «armée», dans lequel le d s'est assourdi en t. Variantes et dérivés : Gautier, Galtier, Gautié, Gauter, diminutifs Gautereau et Gautreau, Gautrais, Gautret, Gauron, Gautron, Gautrat. Des formes constituées avant le passage de D à T subsistent bien : Gaudier, d'où Gauderon, Gaudion, Gaudron, Gaudreau et Gaudriot. Dans d'autres patronymes, et notamment dans l'Est, le W initial de waldan s'est maintenu, donnant Vauthier, Vautier, Watier, Wautier (correspondant à l'alsacien Walter), et des diminutifs : Vauterin et Vautrin, Vautrit, Vautelin, Vauteliet, Wautelet. |
| Gerbaud     | du germanique Gerbald, de ger «lance» et bald «audacieux». Variantes : Gerbal, Gerbault, Gerbaut, Gerbaux, Gerbeau, Gerbeaud, Gerbeault, Gerbeaut, Gerbeaux, Gerboud, Gerbold. |
| Gicquel     | variation du nom Judicaël, du breton iud «seigneur» (avec un suffixe -ic) et hael «noble» «généreux». |
| Gide        | du germanique gid «chant» «poème». |
| Gignac      | de Gennius, nom d'homme gaulois. |
| Girard      | issu, comme Gérard, de l'anthroponyme germanique Gerhard (de ger «lance» et hard «dur»). Diminutifs : Girardat, Girardeau, Girardet, Girardey, Girardin (suffixation, «fils de Girard»). Nom italien équivalent Girardi et Girardo, et ses diminutifs Girardelli, Girardini. |
| Giresse     | d'une localité de Gironde. |
| Godard      | nom théophore issu du germanique god «dieu», et hard «dur, fort». Variantes : Goda, Godar, Godau, Godineau, Godon, Godot, Jodard, Jodau, Jodon, Jodot. |
| Gras / Gros | fait référence à l'embonpoint. Variantes : Grousset, Groussaud, Groussard, Grasset, Grassaud, Grassard, Legras, Legros. |
| Guéguen     | issu de la racine Uuicon en vieux breton, désignant le combattant. Il a des variantes (Guégan, Guéguin, Guiguen, Guguen) et des dérivés (Guéguénou, Guéguinou, Guéguéniat). |
| Guerbaud    | Variante de Gerbaud. |
| Guérin      | d'origine germanique, Warino, formé sur la racine war «guerre». Variantes : Guerrien, Guerrin. Diminutifs : Guérineau, Guérinet. Formes italiennes : Guarino, Guerini, Guérini, Guerrini. À partir de la forme suffixée waric, Guéry, Gueury, et le diminutif Guériot. |
| Guimard     | d'origine germanique, Wigmar (de wig « combat » et mar « célèbre ») ou variante de Guimarch/Guivarch, nom de guerrier, issu du breton uuiu « digne » et march « cheval », signifiant littéralement « digne d'avoir un cheval ». |
| Guiomar     | nom de guerrier, issu du breton uuiu « digne », ho « bon » et march « cheval », signifiant littéralement « digne d'avoir un bon cheval ». Variantes : Guiomarch, Guyomarch, Guyomarc'h, Guyomard, Guyomart, Guiomard, Guionvarch, Guyonvarch, Guianvarch, Guyonvarc'h, Guiavarc'h. |
| Guyader     | du breton « tisseur, tisserand ». Variantes : Guiader, Guiadeur,. |
| Guynemer    | du germanique win «ami» et mar «célèbre». |

### H
| Harnois   | peut-être du germanique hari «armée» et nest «équipement». |
| Hascoët   | du breton houarn «fer» et skoed «écu». Ce nom de personne attesté sous plusieurs formes (Harcoet, Harscoet, Ascoët, Ascoit…) désigne un guerrier possédant un bouclier en fer.                                   |
| Hinault   | du germanique hagin «enclos» et waldan «gouverner». |
| Hoche     | nom signifiant «cabane» ou «colline», ou bien variante de Hugues. |
| Hue       | issu comme le nom Hugues, du germanique hug «intelligence». Variantes : Huet (hypocoristique formé avec le suffixe -et), Huot, Huc, Hugon, Huon.                                                                 |
| Hugo      | forme étrangère du nom Hugues, du germanique hug «intelligence». |
| Hulot     | du nom de la chouette hulotte (du latin ululare) désignant soit une personne à la voix criarde, déplaisante, soit une personne « renfermée » qu'on ne voit que la nuit tombée ; ou dérivé de Hugues (voir Hugo). |
| Hunebelle | du norrois hunn «ours» et du latin bellus «beau». |

### I
| Imbert   | du germanique im «immense» et berht «brillant». |
| Ingres   | de l'ancien français haingre «maigre».          |
| Irigoyen | du basque hiri «village» et goyen «élevé».      |

### J
| Jaillet  | d'un terme régional jaille « terrain marécageux », ou variation du mot gai. |
| Janvier  | né au mois de janvier. |
| Jaurès   | d'une localité du nom de Jaure. |
| Jourdain | du fleuve de Terre sainte, en hébreu Yarden. |
| Joxe     | variante d'un prénom : Josse, Jacob, Joseph, ou bien du toponyme Joux à partir du gaulois juris «hauteur boisée»[source insuffisante]. Ces possibles origines étymologiques ne concernent pas le nom de la famille Joxe qui a des membres connus (Louis Joxe, Alain Joxe, Pierre Joxe, François Joxe) : ils descendent de Johann Ochs originaire, sous l'Ancien Régime, d'un village des environs, alors français, de Sarrelouis et dont le patronyme signifie « bœuf », dans le dialecte germanique local ; de son inscription en tant que J. Ox sur un registre français, le prénom y étant abrégé et l'orthographe de son patronyme francisé, dérive le patronyme Joxe pour les générations suivantes,. |
| Juin     | du nom du mois de juin, mois de la déesse Junon (qui signifiait peut-être « jeune »). |

### K
| Karquel   | francisation du nom Karcher.                                                        |
| Kermeur   | breton ker «hameau» et mor «grand»                                                  |
| Kérouac   | peut-être variante de Kergoat, c'est-à-dire de ker «maison» et goat «bois» «forêt». |
| Kerguelen | du vieux breton ker «village» «domaine» et kelen «houx».                            |
| Kersauzon | breton ker «village» et Sauzon c'est-à-dire «Saxon» «Anglais».                      |
| Kesteloot | variante de Castelot (petit château), ou dérivé du prénom Christian.                |
| Killian   | du gaélique irlandais ceallach «querelle».                                          |

### L
| Laborde                    | Nom généralement occitan, francisation de bòrda « ferme, métairie, domaine agricole, ferme, grange ». Habitant d'une borde (mot d'origine germanique) qui désignait une planche, puis par extension une maison de planches et une ferme), ou originaire d'un lieu-dit La Borde,. |
| Lacan                      | Nom occitan, d'un mot pré-latin calmis haut-plateau dénudé. |
| Lafitte                    | du nom de lieu occitan La Fitta, issu latin ficta, pierre dressée pour marquer une limite. |
| 1 Lafont / 2 Lafontaine    | 1 nom généralement occitan. Topo-patronyme désignant une personne qui habite auprès d'une fontaine ou d'une source, ou qui est originaire d'un lieu-dit ou d'un hameau portant ce nom. De l'occitan font « source, fontaine » issu du latin fons, fontem, « source » avec agglutination de l'article, l'ancien français possédait aussi ce substantif. Variantes : Lafon, Laffont, Lafond, Delafon et ses variantes graphiques.                                           |
| Lagnaud / Laniel           | Voir Agnel. Variantes : Lagnaux, Lagneau(x), Lagneaud, Lagnel, Lagniau(x), Laigneau, Laignel, Laignelet, Laignelot, Laigniau, Laigniel, |
| Lambert                    | Du nom de baptême Lambert d'origine germanique, issu de Landberht (land, « pays » et berht, « illustre, brillant »). Variantes ou génitifs : Lamberth, Lamberts, Lambertz. Diminutifs : Lambelin, Lambertaux, Lambertin, Lambertod, Lamberthod, Lamberton, Lamberthon, Lambey, Lamblin, Lamboley, Lamboray, Lambot. Formes féminines : Lambard, Lambart, Lambotte. Formes flamandes : Lambrickx, Lambrech, Lambreck, Lambrich, Lambrichts, Lambrix, diminutif Lambriquet. |
| Lanoue                     | De l'ancien français noe issu du gaulois nauda « terre humide » « lieu marécageux ». Variante Delanoë |
| Lanvin                     | germanique land « pays » et win « ami ». |
| Lapix                      | du basque laphitz signifiant carrière de schiste ou mine de plomb, emprunté au latin lapis « pierre ». |
| Laquière                   | variante du mot carrière, du latin quadraria. |
| Larieux                    | variante de Darrieux. Dérivés : Lariu, Larriau, Larrieu, Larrieux, Larriole. |
| Lartigue                   | De l'occitan artiga, issu d'un pré-latin *artica « terre en friche ». |
| Lasne / Lasnier            | surnom donné peut-être à un homme têtu, à un ânier (Lasnier) ou un possesseur d'un âne. Variantes : Lanier, Lasneau, Lasnel, Lasnelle, Lasnet, Lasnon. |
| Lauby                      | du francique laubja «abri de feuillage» « loge »[réf. nécessaire]. |
| Laurent                    | du latin laurus «laurier», signifiant celui qui porte le laurier, en référence à la couronne triomphale. Nom popularisé par Saint Laur. Variantes : Laurain, Laurans, Laurant, Laurence, Laurency, Laurendeau, Laurenson, Laurentin, Laurin, Lauwens, Lauweriere, Loret, Lorin. |
| Lavoisier                  | de l'ancien français voisié «avisé» «malin». |
| Leblanc                    | Variante de Blanc. |
| Leclerc                    | membre du clergé ou lettré, du grec kleros «héritage» «partage». |
| Lecoq, Lecocq              | sobriquet, sans doute donné à un « coq du village », éventuellement à un coureur de jupons. On peut aussi, dans certains cas, envisager une francisation du flamand De Cock, « le cuisinier ». Variantes : Cochet, Cochez, Cochin, Cochy,. |
| Lefevre / Lefèvre          | De l'ancien français fevre (resté dans orfèvre), issu du latin faber « forgeron ». Variantes : Lefebvre (Normandie, Picardie), Lefébure (Normandie), Lefeivre, Lefelvre, Lefesvre, Lefeubvre, Lefeuve, Lefeuvre, Lefève, Lefever, Lefevere, Lefèvres en langue d'oïl ; Fabre / Faure / Favre en langue d'oc. |
| Lefranc                    | Dérivé de François. Variantes : Lefrancq, Lefrancs, Lefrand, Lefrang, Lefrans, Lefrant. |
| Le Gall                    | du breton gall « étranger, français », désignant en Bretagne une personne de langue française ou gallo. |
| Le Goff                    | du breton gov «forgeron». Nombreuses variantes : Coffe, Gobian, Goeffon, Goffart, Goïc, Goiffon, GouefTon, Goffic. Goffinet, Gouic, Legoffic, Legovec, Legovic. |
| Legrand                    | Sobriquet désignant un individu grand. Variantes : Grand, Grandet, Grandin. |
| Le Lay                     | Nom breton aux connotations religieuses, peut-être emprunté au français lai (du latin laicus « laïc » avec disparition du c final muet, terme appliqué au XIIIe siècle à une personne ayant fait partie d'une communauté religieuse sans avoir reçu les ordres), mais pour désigner une personne très croyante. |
| Lelièvre                   | Sobriquet désignant un individu qui est associé au lièvre. En apparence flatteur s'il exprime la rapidité, il est souvent moqueur par antiphrase, exprimant la lâcheté. |
| Lemercier                  | Variante avec agglutination de l'article, de Mercier. Variante : Lemercher. |
| Le Queu / Lequeu / Lequeux | de l'ancien français queu[x] « cuisinier », n'est usité que dans maître queux (« chef de cuisine, cuisinier »), expression vieillie employée le plus souvent aujourd'hui par plaisanterie, du latin coquus « cuisinier ». |
| Leroy                      | signifie « roi ». Patronyme qu'il faut considérer plus comme un sobriquet gagné à des occasions d'être « le roi » (galette des Rois, rôle lors d'une représentation de théâtre médiéval, fête populaire avec rite d'inversion telle que le carnaval). Le nom peut aussi désigner celui qui exploitait des biens appartenant au roi, et non au seigneur local. Variantes : Leroi, Le Roy.                                                                                  |
| Leray                      | celui qui habite le lieu-dit le Ray (= lieu où jaillit une source, une fontaine). Variantes : Le Ray, Lerey. |
| Lescure                    | occitan escura, du germanique skur « grange ». |
| Lesueur, Sueur             | nom de métier, celui de cordonnier qui travaillait le cuir et s'appelait un « sueur », du latin sutor, issu de suere, « coudre » (d'où le terme de suture). |
| Loicq                      | variation du nom Clovis / Louis, du francique khlod / hlod «gloire» «renommée» et wig «combat». |
| Lourmel                    | du mot orme, du latin ulmus. |
| Louvois                    | repaire de loup. |

### M
| Mac Mahon   | du gaélique mac «fils» et mathghamhain «ours» (littéralement veau (gamhain) d'ours (math) c'est-à-dire ourson). |
| Mabille     | variante du prénom Aimable. |
| Macron      | d'étymologie incertaine, il peut être issu du vieux mot picard maqueron, désignant le menton (proéminent) ou être un diminutif de l'ancien prénom Macquart, formé sur les racines germaniques magan « force, puissance » et hard « dur, aguerri » |
| Mahé        | nom théophore, variante de Matthieu, en hébreu mattai « don de dieu ». |
| Mallet      | nom de baptême popularisé par saint Maclou. Variantes : Malet, Malod, Malot, Maloux, Malouet. Mais Malet et Mallet peuvent aussi représenter des dérivés de malle (fabricant ou marchand de malles) ou être des diminutifs de mal (le malet étant à l'époque médiévale le mauvais enfant, par opposition au bonet). |
| Manifacier  | nom de famille peu usité, désignant un ouvrier manuel (manufacteur) et plus précisément le fabricant de faces-à-main (mani-facier), qui sont des binocles ou besicles munis d'un manche tenu d'une main. |
| Martin      | nom théophore issu du dieu romain Mars. Très nombreux diminutifs et variantes : Martinaud, Martineau, Martinel, Martinet, Martinez,, Marti(g)non, Martinot, Marthet, Martet, et leurs formes abrégées : Tinot, Tinaud. Des formes italiennes ou espagnoles : Martinez, Martini, Marti ; et une forme basque : Machin. |
| Masset      | peut-être le porteur d'une masse d'armes ou d'apparat. Variantes : Massey, Massou, Massard. |
| Masson      | aphérèse de Thomas. Variantes : Massot, Massin. |
| Matisse     | variante de Matthias ou de Matthieu, les deux noms signifiant en hébreu «don de Dieu». |
| Maurras     | du latin Maurus «nord-africain» qui désignait tous les peuples d'Afrique du Nord, puis, par métaphore, tout homme au teint basané, sobriquet possible d'une personne à la peau foncée, tel un maure. L'adjectif provençal suffixe mauras a donné Mauras, Maurras. |
| Maurel      | du latin Maurus «nord-africain» qui désignait tous les peuples d'Afrique du Nord, puis, par métaphore, tout homme au teint basané, sobriquet possible d'une personne à la peau foncée, tel un maure. Variantes : Maurat, Mauran, Maurette, Maurillon ou Maurilhon, Mauron, Mauroux. |
| Mauroy      | Nom de lieu : Mau- (< mal) + roy « gué » (gaulois ritu « gué »), variante Mauray, Maurois. |
| Mermoz      | savoyard merme «le plus petit». |
| Mendy       | du latin ménades «prêtresse du culte de bacchus». |
| Mercier     | du latin vulgaire *merciarius «mercier» (issu du latin merx «marchandises») au sens de «boutiquier». Au Moyen Âge, le mercier est en effet un marchand, souvent ambulant, vendant un peu de tout. Variantes : Marcé, Marcerat, Marcereau, Marceron, Marcerou, Marserou, Marsserou, Marseron, Mercer, Merceron et Lemercier. |
| Mesnil      | Nord de la France. Du bas latin masionile «demeure rurale», variante du latin mansionile «petite maison». voir aussi Minil, Dumesnil, Duménil. |
| Michel      | Issu d'une nom de baptême théophore d'origine hébraïque (מיכאל, Michael) qui signifie « Qui est comme Dieu ? ». Vénéré dès le début de la christianisation de la Gaule, l'archange Michel voit son nom subsister comme prénom, très répandu, et comme nom de famille. Nombreux dérivés : Michal, Michaud, Michaut, Michaux, Micheau, Michoud, Miquel. Plus rares sont Micheu et Michu, sans doute considérés comme vulgaires, de même que Miché ou Michet, qui ont désigné de bonne heure un miché (client des prostituées). Mais Miele (forme syncopée), Michon, Michot, Michou(x), Michard sont fréquents, de même que les diminutifs des précédents : Michalet, Michalon, Michalot, Michard, Michelet, Michelin, Michelaud, Michelot, Michelon, Micheneau et leurs variantes Michaudet, Michaudel, Michaudeau. De nombreux Michel, Michiel, Michelet, Michelin, Michelon, Michelet, Le Michel pourraient d'ailleurs s'expliquer par michelet, celui qui a fait le pèlerinage montain de Saint-Michel-au-Péril-de-la-Mer. |
| Mistral     | De l'occitan mestral «bailli» issu du latin magister «maître», également mot désignant le nord puis le vent du nord (« le vent maître »). |
| Moix        | nom de famille catalan, issu d'un adjectif signifiant « mou ». Ce sobriquet s'appliquant à un homme sans énergie, sans vivacité. |
| Mondy       | du germanique mund «protection». |
| Monet       | Hypocoristique formé sur la finale de noms en -mon, souvent Simon ou Aymon + suffixe diminutif -et. |
| Monge       | 1 - Massif central et sud ouest : « moine » 2 - Bourgogne et est : aphérèse de Demonge, variante de Demange correspondant à la forme savante Dominique |
| Montand     | de l'ancien français montant «brave». Variantes : Montant, forme suffixée Mon. |
| Montgolfier | Nom de lieu signifiant « mont de Golfier » (anthroponyme), du germanique wulf «loup» et hari «armée». |
| Montmorency | Nom de lieu signifiant « mont de Maurentius » |
| Moquet      | variation du mot moqueur. |
| Morand      | ancien nom de baptême, issu du nom de personne latin Maurandus, du latin Maurus «nord-africain» qui désignait tous les peuples d'Afrique du Nord, puis, par métaphore, tout homme au teint basané, sobriquet possible d'une personne à la peau foncée, tel un maure. Variantes : Morant, diminutifs Morandas, Morandat, Morandeau, Morandet, Morandon, Morantin, Moranton ; Morandy, Morandière (le domaine ou la ferme de Morand) ; Morandini (diminutif de l'italien Morando, Morandi. |
| Moreau      | forme labialisée de l'ancien prénom Maurel, du latin Maurus «nord-africain» qui désignait tous les peuples d'Afrique du Nord, puis, par métaphore, tout homme au teint basané, sobriquet possible d'une personne à la peau foncée, tel un maure. Variantes : Mauran, Maurand, Maurandi, Morault, Moraux, Moreaud, Moreaux, Morel, Morelle, diminutifs Morelet, Morelon, Morelot, Morel(l)on, Morellou, Morélec, Morellec, Morellet, Morlet, Morlon, Morlot ; Morello, Morelli, Moreul, Moreux, Mourain. |
| Morin       | ancien nom de baptême, issu du nom de personne latin Maurinus, du latin Maurus «nord-africain» qui désignait tous les peuples d'Afrique du Nord, puis, par métaphore, tout homme au teint basané, sobriquet possible d'une personne à la peau foncée, tel un maure. Variantes : Morincome, diminutifs Morineau, Morinais, Morinat, Morinaud, Morinaux, Morinel, Morinet, Moriniaux, Morinon, Morinot ; Morinerie (du domaine ou la ferme de Morin), Morinière (du lieu-dit la Morinière), Mornat, Morinat, Mornet, Morrin. |
| Morvan      | nom d'origine celtique, issu du breton mor signifiant « grand » plutôt que « mer », et de man , « pensée, âme » (soit littéralement « grand par la pensée ») ou du vieux breton uuan (« poussée, assaut ») selon Albert Deshayes,. Les écrivains bretons Meven Mordiern ou Francis Gourvil le font dériver de mori et mannos, littéralement « homme de mer », ce qui relève plus de spéculation hasardeuse. |
| Mougel      | une des variantes hypocoristiques du patronyme vosgien et lorrain Demenge,, lui-même provenant de Dominicus (Dominique) |
| Muller      | Nom alsacien et mosellan qui désigne une personne exerçant le métier de meunier ; de l'allemand müller, issu du latin molinarius (du latin molina « moulin » avec le suffixe -arius.). |

### N
| Ney | variante de l'adjectif germanique neu «nouveau». |

### O
| Oger/Ogier      | du germanique adal « noble » et gari « lance ».                                                                                  |
| Onfray, /Onfroy | du germanique hunn « ours » et frid « paix » (comme Humphrey).                                                                   |
| Opinel          | |
| d'Ormesson      | toponyme désignant un lieu où pousse un petit orme.                                                                              |
| Ournac          | d'un hameau appelé Ornac. |
| Oury            | du germanique odal «patrie» et ric «puissant».                                                                                   |
| Ouvrard         | variation du nom Évrard, du germanique eber «sanglier» et hard «fort» «dur», ou variante du mot ouvrier «travailleur» «artisan». |

### P
| Pagnol                              | Aphérèse du mot : « espagnol » |
| Paparemborde                        | |
| Paris                               | variation d'un nom porté notamment par saint Patrice c'est-à-dire Patrick d'Irlande, du latin patricius «patricien» (dérivé de pater «père»). |
| Parizy                              | de la ville de Paris ou du Parisis, peut-être du gaulois pario «chaudron» ou d'un mot celtique par «bateau». |
| Pasteur                             | nom du métier de berger au Moyen Âge. |
| Payet                               | nom réunionnais. |
| Paul / Pol                          | nom de baptême popularisé par l'apôtre Paul de Tarse qui a, par modestie, ajouté à son nom hébraïque, Saül, le cognomen romain de Paulus «petit». Variantes : Pauli, Pavot, Poels, Pohl, Pol ; dérivés : Paulen, Paulet, Paulat, Paulo, Pauly, Pollart ; diminutifs : Pas, Pauillan, Paulhan, Paulin, Paulini, Paulinier, Pauwels, Polet, Polin. |
| Pernaud                             | nom porté dans les Landes, contraction du nom composé Pere-Arnaud, Perarnaud (Pierre et Arnaud). Variantes : Pernaut, Pernaux. |
| Perrier                             | Nom dérivé de pierre (habitant près d'un tas de pierres, d'une carrière ou exerçant le métier de tailleur de pierres), sa popularité est liée à l'apôtre Pierre dont le nom est, avec Jean et Jacques le nom de baptême le plus ancien et le plus répandu en France. Variantes, dérivés et diminutifs : Pérard, Pernot, Péron (ou grosse pierre), Perot, Perrault, Perraut, Perreau, Perret, Perrette, Perrenot, Perrot, Piérat, Piér(r)rard, Pierret ; Perriat et Perriault qui sont des inversions de Perriat et Perriot ; Perrichet et Perrichon qui peuvent aussi se rapporter à perron, perrier, «terrain pierreux» ; diminutif Perrin, ses formes voisines, Perrinaud, Perrineau, Perrinel, Perrinet (parfois contracté en Prinet), Perriniaux, Perrinot et le matronyme Perrinelle. |
| Perrault / Perret / Pernot / Perrin | Voir Perrier. |
| Petit                               | référence à un homme petit. Variantes : Lepetit, Petiot |
| Peugeot                             | nom caractéristique de la France de l'est, avec son suffixe diminutif -ot, le radical étant la forme régionale pege «poix» |
| Pichon                              | voir Petit |
| Plouffe                             | |
| Poulidor                            | de l'occitan polidor «beauté», ou variante du nom Polydore, du grec «donnant beaucoup». |
| Pradel                              | diminutif de l'occitan prada «prairie», même étymologie que le français préau. |
| Prigent                             | nom d'origine celtique, du breton prit, « beau, noble » et gent, « race », littéralement « de belle race », |

### Q
| Quesnay | patronyme normand équivalent du français Chesnay, mais les noms en Quen- peuvent également provenir de quenet, « petit chien » ou de quêne, « chienne » dans le domaine normand-picard. Variantes : Quesney, Quesnoy. Diminutifs : Quesnel, Queneau, Quesnet, Quesnot |
| Quétier | de queste c'est-à-dire impôt, mais plus souvent patronyme normand : de Quétil, nom de personne scandinave Ketill « chaudron », avec changement de terminaison. |

### R
| Reboul     | du mot boule, allusion à une personne rondouillarde. Variantes : Boul(l)e, Boul(l)et, Boul(l)ard, Bol(l)ot ; dans le Midi Riboulard. |
| Renoir     | germanique ragin «conseil» et ward «gardien». |
| Rey        | signifie «roi». Patronyme qu'il faut considérer plus comme un sobriquet gagné à des occasions d'être « le roi » (galette des Rois, rôle lors d'une représentation de théâtre médiéval, fête populaire avec rite d'inversion telle que le carnaval). Le nom peut aussi désigner celui qui exploitait des biens appartenant au roi, et non au seigneur local. Variantes : Reig, Reyjal, Reys.                                                              |
| Ribes      | toponyme occitan ou catalan désignant celui dont l'habitation se situe sur la rive (en latin ripa) d'un cours d'eau . |
| Ricard     | voir Richard. Variantes : Ricardin et Ricardot. |
| Richard    | issu de l'anthroponyme germanique *Rīkaharduz, composé des deux éléments rīkô «commandant» et harduz «dur, fort». Variantes : Ricard (forme provençale), Richardot, Richardeau, Richardin. |
| Ricklin    | issu de l'alsacien désignant le chevreau surnom d'homme agile ayant engendré un patronyme. Il est issu du nom de personne d'origine germanique rikilin, forme familière de la racine ric qui signifie puissant surnom d'homme. C'est aussi le diminutif de Rickel. |
| Rimbaud    | germanique ragin «conseil» et bald «audacieux». |
| Ringard    | germanique hring «anneau» et hard «dur, fort». Variantes : Ringeard, Ringot, Ringoot, Ringotte, Ringuet. |
| Riou       | nom de famille breton, composé de ri, roi, en vieux breton. Il a des variantes (Rio, Ryo, Riec) et des dérivés formés à partir du suffixe gwal, « valeureux » (Riwal, Rivoal, Rialland, Rioualen, Rivalain, Rivalan, Rivallan, Ruallan, Ruellan). |
| Rives      | même étymologie que Ribes |
| Robert     | de l'anthroponyme germanique Hrodberht, issu de hrod «gloire» et berht «brillant». Variantes : Robard, Robart, Robbe (hypocoristique) ; diminutifs Roberteau(x), Robertet, Roberton, Robertou ; diminutifs bretons Robic, Robichet, Robichon, Robigault, Robigo, Robigou. |
| Robin      | diminutif de Robert. Doubles diminutifs : Robinard, Robinat, Robinaud, Robinau(l)t, Robinaux, Robineau(x), Robineaud, Robinet, Robino, Robinson (fils de Robin). Matronymes : Robine, Robinette. |
| Rochambeau | |
| Rocard     | du germanique hrok «corneille» et hard «dur». |
| Rod        | du germanique hrod «glorieux». Variantes : Rode, Rodin, Rodon, Roubaud. |
| Rodier     | nom signifiant «charron», du latin rota «roue», ou d'un mot rodier signifiant «moulin». |
| Roland     | du germanique hrod «gloire» et land «pays». |
| Rousseau   | diminutif de roux, sobriquet désignant «celui qui a les cheveux roux» et utilisé plutôt comme nom méridional. Ce sobriquet fréquent donne à supposer que les « rouquins » étaient moins rares autrefois qu'aujourd'hui. Variantes : Rossito, Rossiti, Rossit, diminutifs de Rosso ; Roth, Roulx, Roussaux, Rousseaux, Roussel, Rousset, Roussot, Roussy ; doubles diminutifs : Rosselle, Rousselet, Rousselle, Rousselot, Roussin, Rosselin, Roussineau. |
| Ruquier    | du picard ruchier «éleveur de ruches». |

### S
| Sagnol  | de sagne mot d'origine préromane signifiant «terrain marécageux». |
| Seguin  | du germanique sig «victoire» et win «ami». |
| Serres  | de serre «ligne de crête», issu du latin serra «scie». |
| Simon   | de l'hébreu shim`ôn «entendeur». Le prénom est devenu un nom très répandu. Nombreux diminutifs : Simenet, Simenon, Simoneau, Simon(n)et, Simonel, Simoni, Simonin, Simon(n)not, Simony, Simounet. Sémonin et Sémonon dérivent de Sémon, altération de Simon. |
| Sorel   | dérivé du mot saur signifiant «fauve» «blond-roux» «châtain» (en parlant des cheveux). |
| Suffren | du germanique sig «victoire» et frid «paix». |
| Sully   | du toponyme Sully, du latin Sulliacum, domaine d'un Sollius ou Solius, gentilice romain |

### T
| Tabarly  | variante de tabarel / tabar qui désignait un manteau long. |
| Tanguy   | écriture francisée du nom d'origine celtique Tangi, du breton tan, « feu » et ki « chien », littéralement « chien de feu », surnom donné au guerrier. Variantes : Tangui, Tingui, Tinguy.               |
| Tapie    | désigne une construction en pisé. Issu de tapia, sans doute un mot préroman hispanique de formation onomatopéique (qui reproduit le son tap de ce matériau).                                            |
| Teyssier | autre forme du mot tisserand. |
| Théron   | d'un mot prélatin turo «hauteur» ou du mot occitan teron «source» «fontaine». |
| Theuriau | peut-être une variante de Thierry, du germanique theod «peuple» et ric «puissant». |
| Thomas   | issu de l’araméen te'oma (תאומא) signifiant «jumeau». Variantes : diminutifs Thomé et Thomet, plus rarement Tomet ; avec suffixation, Thomasset, Thomasson, Thomassot, Thomassin, Thomassin, Thomazeau. |
| Thorez   | variante du nom Mathurin, ou dérivé du mot taureau. |

### U
| Urville | Urville et Durville peuvent provenir d'une commune Urville comme pour Jules Dumont d'Urville |

### V
| Vabre    | du gaulois wabero «ruisseau». |
| Vandal   | nom flamand formé de van «de» et dal «vallée», signifiant «de la vallée» ou désignant une origine dans un lieu appelé Dael. |
| Vauban   | nom d'une localité en Saône-et-Loire, fief nominal du marquis de Vauban. |
| Vautrin  | Dérivé de Gauthier. |
| Verlaine | diminutif latin villana «petite ferme». |
| Verne    | de l'occitan et du franco-provençal vern(e), du gaulois verno «aulne». |
| Vianney  | Voir Vivien. |
| Vincent  | nom de baptême issu du latin vincens «qui triomphe». Diminutifs : Vincelot, Vincelet, Vincelst, Vincendeau, Vincendon, Vinceneux, Vincens (graphie savante), Vincenti. La prononciation de l'Est a donné Vinson ou Vinçon, d'où, par confusion de finales, Vinsot, Vinseau. L'aphérèse aboutit à Cent (Flandre).                                                  |
| Viot     | du germanique wid «bois», ou variante du nom Guy / Vitus, sans doute dérivé du latin vita «vie». |
| Vivien   | Nom de baptême et de famille issu du latin vivianus «vivant» (en Dieu). Quelques variantes : Viviant, Viviand, Viviand, et, par aphérèse (amuïssement du v intervocalique) Viant, Vian. Diminutifs : Viennet (de Viviennet), Viennet (de Viviennoi), et Viénet, Viénet, Vianet (de Vivianet) souvent écrit Vianey ou Vianney. Formes italiennes : Viani, Viviani. |
| Vivier   | désigne le propriétaire, ou le plus souvent l'homme chargé de l'entretien des viviers, à carpes ou à tanches, car ces bassins étaient l'apanage de propriétés riches, généralement une abbaye ou une seigneurie. Variantes : Viviers, Viviès, Viviet, Viviez. Formes féminines : Vivière, Vivières. Forme méridionale Vives.                                      |

### W
| Willaume | variante septentrionale (est, nord) du nom Guillaume, du germanique willi «volonté» et helm «casque» «heaume». |

### X
| Xambo | forme catalane de chambon, du gaulois cambo «courbe de rivière». |

### Y
| Yvard | nom de personne scandinave Yver, du norrois iva «if» et harja «armée». |

### Z
| Zabel | sans doute une aphérèse d'un nom de personne qui pourrait être Élisabeth ou Isabel (notamment arménien). Aussi nom de famille allemand, du vieux haut allemand zabal « table de jeu » (allemand Schachzabel « jeu d'échecs ») issu du latin tabula, surnom d’un joueur ou d’un fabricant de jeux. |